# Ștefan Stoica
Ștefan Stoica, né le 23 juin 1967 à Melinești en Roumanie, est un footballeur roumain, devenu entraîneur à l'issue de sa carrière, qui évoluait au poste de milieu offensif.
Il compte deux sélections en équipe nationale en 1990.

## Biographie

### Carrière de joueur
Ștefan Stoica joue cinq matchs en Coupe de l'UEFA avec le club de l'Universitatea Craiova. Avec cette équipe, il remporte un championnat de Roumanie et une Coupe de Roumanie.
Il dispute 101 matchs en première division roumaine, pour 10 buts marqués, ainsi que 221 matchs en première division grecque, pour 40 buts inscrits. Il réalise sa meilleure performance lors de la saison 1991-1992, où il inscrit 10 buts en première division grecque.

### Carrière internationale
Ștefan Stoica compte deux sélections avec l'équipe de Roumanie en 1990.
Il est convoqué pour la première fois par le sélectionneur national Emeric Jenei pour un match amical contre l'Algérie le 4 février 1990 (0-0). Il reçoit sa dernière sélection le 3 avril 1990 contre la Suisse (défaite 2-1).

### Carrière d'entraîneur
Il est depuis le 21 septembre 2015 le sélectionneur de l'équipe nationale de Moldavie par intérim à la suite de la démission d'Alexandru Curtianu.

## Palmarès

### Joueur
- Avec le CSU Craiova :
  - Champion de Roumanie en 1991
  - Vainqueur de la Coupe de Roumanie en 1991

### Entraîneur
- Avec le Milsami Orhei :
  - Vainqueur de la Coupe de Moldavie en 2012